# Careston Castle

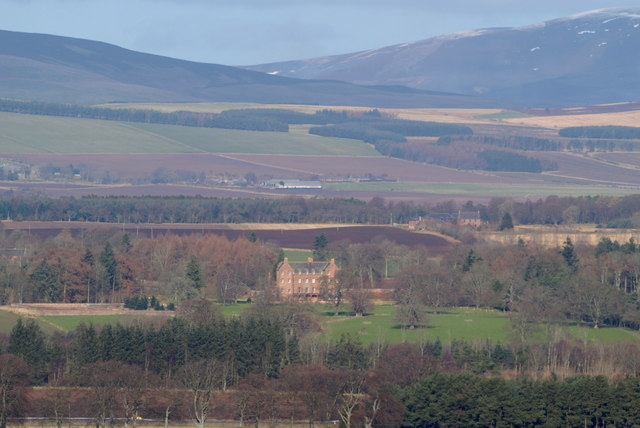
Careston Castle von Süden

Careston Castle, auch Caraldston Castle, ist ein Wohnturm mit L-förmigem Grundriss in der Gemeinde Careston in der schottischen Council Area Angus. Das Gebäude stammt aus dem 16. Jahrhundert.

## Geschichte
Der Name soll von „Keraldus“, Anfang des 13. Jahrhunderts Deemster der Earls of Angus, abstammen.
Von einer früheren Burg ist heute nichts mehr erhalten. Die heutige Burg wurde um 1582 für Henry Lindsay errichtet, der 1620 zum Earl of Crawford erhoben wurde. Später gehörte sie nacheinander Sir John Stewart aus Grantully, den Skenes, einem Bauern und John Adamson, dem Besitzer eines Walfangschiffes aus Dundee.

## Architektur
Der Turm mit L-förmigem Grundriss hatte ursprünglich drei Räume mit Gewölbedecke, die durch einen Korridor im 1. Obergeschoss verbunden waren. Heute ist das Gewölbe aus einem der Räume entfernt. Es gibt eine große, gerade Treppe ins 1. Obergeschoss, eine Wendeltreppe in der südwestlichen Laibung und eine Privattreppe auf der Nordseite.
Careston Castle ist wegen seiner Kaminsimse berühmt. Der im Rittersaal hat ein reiches Gesims und eine Supraporte mit dem königlichen Wappen Schottlands. Es gibt auch schöne Kaminsimse im Speisezimmer, sowie im mittleren und im östlichen Schlafgemach im 2. Obergeschoss. Diese Kaminsimse sollen der Form nach entsprechend den Entwürfen im Zweiten Buch von Jacques I. Androuet du Cerceau von 1561 gefertigt worden sein. Campbell führt auch an, dass Careston Castle zwei von Cerceaus Hausentwürfen in der Art seiner Fassade und seines Grundrisses enthält. Zwei Flügel des Gebäudes wurden abgerissen.
Historic Scotland hat Careston Castle als historisches Bauwerk der Kategorie A gelistet.